# Phillip D. Zamore
 (août 2021).
Phillip D. Zamore est un biologiste moléculaire américain qui a développé le premier système in vitro pour étudier le mécanisme de l'interférence par ARN (ARNi). Il est professeur Gretchen Stone Cook de sciences biomédicales et professeur de biochimie et de pharmacologie moléculaire à la University of Massachusetts Medical School (en). Zamore est le président du RNA Therapeutics Institute (RTI) de l'UMass Medical School, créé en 2009, et est chercheur au Howard Hughes Medical Institute.

## Recherche
Le laboratoire Zamore du RTI se concentre sur la compréhension des processus sous-jacents de l'ARNi ; comment les petits ARN (miARN, siARN, piARN) sont impliqués dans les réseaux de régulation des gènes. En plus de se concentrer sur la recherche fondamentale, le laboratoire de Zamore travaille au développement de nouveaux médicaments à base d'acides nucléiques pour traiter les maladies humaines.

## Biographie
Zamore a obtenu son baccalauréat en biochimie et biologie moléculaire de l'Université Harvard à Cambridge, Massachusetts, en 1986 et y a poursuivi ses études supérieures avec Michael Green, et obtenu son doctorat en 1992. Après avoir terminé des études postdoctorales à l'Institut Whitehead pour la recherche biomédicale du MIT et au Skirball Institute du New York University Medical Center avec Ruth Lehmann, David Bartel et James R. Williamson, Zamore a commencé sa carrière universitaire en tant que professeur adjoint au département de biochimie et de pharmacologie moléculaire en 1999 à l'UMass Medical School de Worcester, où il est maintenant professeur Gretchen Stone Cook de sciences biomédicales et professeur de biochimie et de pharmacologie moléculaire.

## Engagement dans la biotechnologie
Les recherches de Zamore ont mené à une carrière en biotechnologie, et à cofonder Alnylam Pharmaceuticals en 2002. Alnylam se consacre à la commercialisation de thérapies basées sur l'ARNi et a développé le tout premier médicament à base d'ARNi approuvé par la FDA, le Patisiran, obtenant l'approbation en août 2018. En 2014, Zamore cofonde une autre société basée sur l'ARNi ; Voyager Therapeutics, qui se concentre sur le développement de thérapies pour les troubles neurodégénératifs.

## Prix et distinctions choisis
- Invented Here! Honoree, Boston Patent Law Association, pour le brevet américain US 9 226 976, « RAAV-Based Compositions and Methods for Treating Alpha-1 Anti-Trypsin Deficiencies », octobre 2017
- Article de l'année décerné par l'Oligonucleotide Therapeutics Society : (en) William E. Salomon, Samson M. Jolly, Melissa J.Moore, Phillip D. Zamore et Victor Serebrov, « Single-Molecule Imaging Reveals that Argonaute Reshapes the Binding Properties of Its Nucleic Acid Guides », Cell, vol. 162, no 1,‎ 2 juillet 2015, p. 84–95 (ISSN 0092-8674, DOI 10.1016/j.cell.2015.06.029, lire en ligne, consulté le 30 août 2021)[7].
- Récipiendaire, Chancellor's Medal for Excellence in Scholarship, University of Massachusetts Medical School[8].
- « Les esprits scientifiques les plus influents du monde 2014 », Biologie moléculaire et génétique, Thomson-Reuters[9].
- Top 20 des chercheurs translationnels de 2014, Nature Biotechnology[10].
- Fellow, National Academy of Inventors, décembre 2014[11].
- Réalisations exceptionnelles en recherche, Nature Biotechnology SciCafé juin 2009.
- Prix Schering-Plough, Société américaine de biochimie et de biologie moléculaire, avril 2009.
- Chercheurs les plus cités, 2002-2012 (Thomson-Reuters)[1]
- Jeune chercheur en recherche médicale de la Fondation WM Keck, juillet 2002-juillet 2007.
- Top 20 des chercheurs les plus cités en biologie moléculaire et génétique, 2002-2006, ScienceWatch (Thomson Scientific)[2]
- Pew Scholar en sciences biomédicales, juillet 2000-juin 2004[12].

## Publications choisies
- (en) G. Hutvagner, J. McLachlan, A. E. Pasquinelli et E. Bálint, « A Cellular Function for the RNA-Interference Enzyme Dicer in the Maturation of the let-7 Small Temporal RNA », Science, vol. 293, no 5531,‎ 2001, p. 834–838 (PMID 11452083, DOI 10.1126/science.1062961)
- (en) G. Hutvagner et P. D. Zamore, « A microRNA in a Multiple-Turnover RNAi Enzyme Complex », Science, vol. 297, no 5589,‎ 2002, p. 2056–2060 (PMID 12154197, DOI 10.1126/science.1073827)
- (en) Dianne S. Schwarz, György Hutvágner, Tingting Du et Zuoshang Xu, « Asymmetry in the Assembly of the RNAi Enzyme Complex », Cell, vol. 115, no 2,‎ 2003, p. 199–208 (PMID 14567917, DOI 10.1016/S0092-8674(03)00759-1)
- (en) Yukihide Tomari, Tingting Du, Benjamin Haley et Dianne S. Schwarz, « RISC Assembly Defects in the Drosophila RNAi Mutant armitage », Cell, vol. 116, no 6,‎ 2004, p. 831–841 (PMID 15035985, DOI 10.1016/S0092-8674(04)00218-1)
- (en) V. V. Vagin, A. Sigova, C. Li et H. Seitz, « A Distinct Small RNA Pathway Silences Selfish Genetic Elements in the Germline », Science, vol. 313, no 5785,‎ 2006, p. 320–324 (PMID 16809489, DOI 10.1126/science.1129333)
- (en) Yukihide Tomari, Tingting Du et Phillip D. Zamore, « Sorting of Drosophila Small Silencing RNAs », Cell, vol. 130, no 2,‎ 2007, p. 299–308 (PMID 17662944, PMCID 2841505, DOI 10.1016/j.cell.2007.05.057)
- (en) M. Difiglia, M. Sena-Esteves, K. Chase et E. Sapp, « Therapeutic silencing of mutant huntingtin with siRNA attenuates striatal and cortical neuropathology and behavioral deficits », Proceedings of the National Academy of Sciences, vol. 104, no 43,‎ 2007, p. 17204–17209 (PMID 17940007, PMCID 2040405, DOI 10.1073/pnas.0708285104)
- (en) M. Ghildiyal, H. Seitz, M. D. Horwich et C. Li, « Endogenous siRNAs Derived from Transposons and mRNAs in Drosophila Somatic Cells », Science, vol. 320, no 5879,‎ 2008, p. 1077–1081 (PMID 18403677, PMCID 2953241, DOI 10.1126/science.1157396)
- (en) S. L. Ameres, M. D. Horwich, J.-H. Hung et J. Xu, « Target RNA-Directed Trimming and Tailing of Small Silencing RNAs », Science, vol. 328, no 5985,‎ 2010, p. 1534–1539 (PMID 20558712, PMCID 2902985, DOI 10.1126/science.1187058)
- (en) William E. Salomon, Samson M. Jolly, Melissa J. Moore et Phillip D. Zamore, « Single-Molecule Imaging Reveals that Argonaute Reshapes the Binding Properties of its Nucleic Acid Guides », Cell, vol. 162, no 1,‎ 2015, p. 84–95 (PMID 26140592, PMCID 4503223, DOI 10.1016/j.cell.2015.06.029)